# Zibaldone Magliabechiano
Os cadernos ou zibaldoni de Giovanni Boccaccio foram preservados em três códices, conhecidos como Zibaldone Laurenziano, Miscellanea Laurenziana e Zibaldone Magliabechiano. Estes são manuscritos autógrafos contendo textos copiados por Boccaccio e composições originais, além de muitas notas. Todos os três datam de seus primeiros anos em Nápoles e Florença.
O Zibaldone Laurenziano e o Miscellanea Laurenziana não foram originalmente vinculados como tal durante a vida de Boccaccio. Eles podem não ter sido vinculados. Formam um palimpsesto, escrito em 18 quartos e 1 terno de pergaminho reciclado de um beneventano do final do século XIII. Os textos foram reorganizados em dois blocos por Antonio Petrei no século XVI e passados para a Biblioteca Laurentina em 1568, após o que os dois blocos foram separados em dois códices. O Zibaldone Laurenziano é uma miscelânea de textos, mais miscelânea do que oMiscelânea. Eles são principalmente morais, literários e medievais. A Miscellanea contém principalmente textos clássicos. O Zibaldone foi compilado entre cerca de 1327 e o final da década de 1340. A Miscellanea é principalmente um produto da década de 1340, possivelmente na década de 1350.
O Zibaldone Magliabechiano é escrito em letra cursiva no papel. Sua autenticidade já foi debatida, mas agora é universalmente aceita como sendo de Boccaccio. Foi datado de 1342–1345 e de 1351–1356. Agora é mantido em Florença, Biblioteca Nazionale Centrale, Banco Rari MS 50.